# Cité Duplan
La cité Duplan est une voie du 16e arrondissement de Paris, en France.

## Situation et accès
La cité Duplan est une voie privée située dans le 16e arrondissement de Paris. Elle débute au 12 bis, rue Pergolèse et se termine en impasse.

## Origine du nom

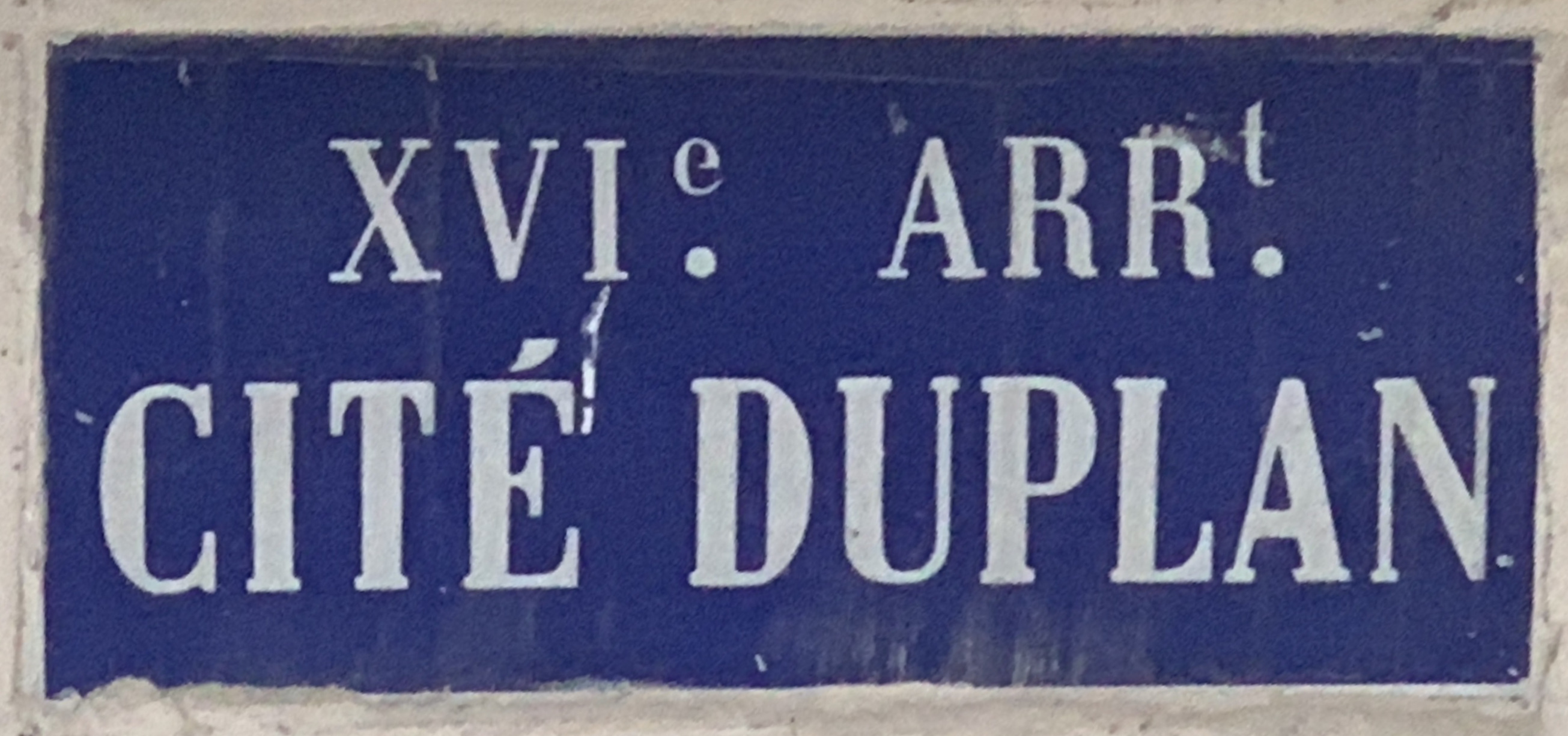
Plaque du cité.

Cette voie est nommée d'après le patronyme du propriétaire des terrains sur lesquels elle a été ouverte.